# Prințesa Alice a Regatului Unit
Prințesa Alice (Alice Maud Mary; 25 aprilie 1843 – 14 decembrie 1878) a fost o membră a familiei regale britanice, al treilea copil și a doua fiică a reginei Victoria. Căsătorită cu Ludovic al IV-lea, Mare Duce de Hesse, a purtat și titlul de Mare Ducesă de Hesse.
Prințesa Alice a fost străbunica Prințului Filip, Duce de Edinburgh, soțul reginei Elisabeta a II-a. De asemenea, a fost mama Alexandrei Feodorovna (Alix de Hesse), soția ultimului Țar al Rusiei, Nicolae al II-lea.

## Copilăria

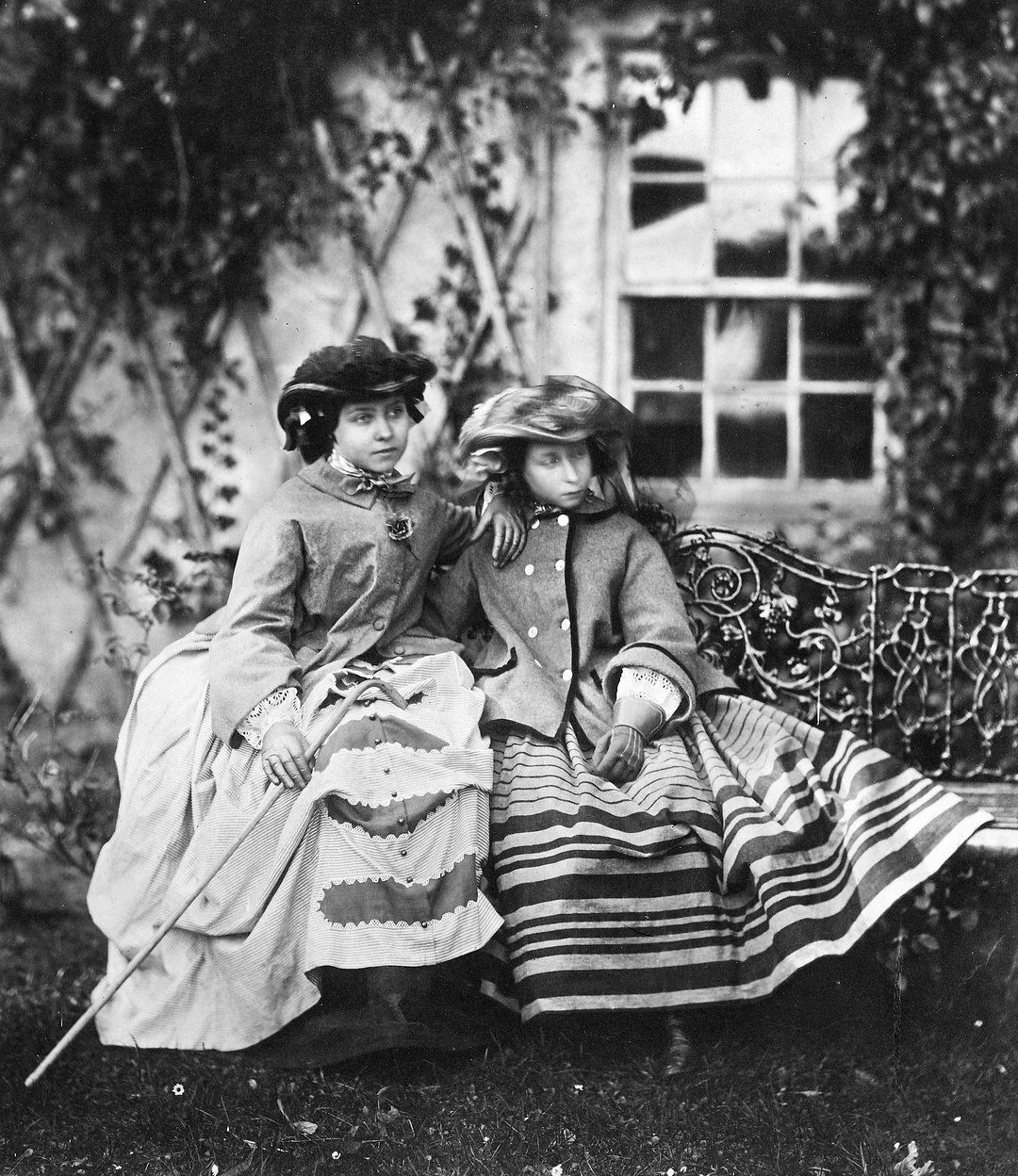
Prințesa Alice (dreapta) alături de sora ei mai mare, Victoria, anii anii 1850.

Alice s-a născut la 25 aprilie 1843 la Palatul Buckingham, Westminster, Londra. A fost al treilea copil și a doua fiică a Reginei Victoria și a Prințului Albert. A fost botezată Alice Maud Mary în capela palatului Buckingham, de către arhiepiscopul de Canterbury, William Howley, la 2 iunie 1843. Nașii aleși de regină au fost Ernest I, regele Hanovrei (reprezentat de Prințul Adolphus, Duce de Cambridge), Feodora, Prințesă de Hohenlohe-Langenburg (reprezentată de Prințesa Victoria, Ducesă de Kent), Ernest al II-lea, prinț Ereditar de Saxa-Coburg și Gotha (reprezentat de Frederic Wilhelm, Mare Duce Ereditar de Mecklenburg-Strelitz) și Prințesa Sophia Matilda de Gloucester.
Numele Alice a fost ales în onoarea prim-ministrului Victoriei, Lordul Melbourne, care era un admirator al reginei și al cărui nume feminin preferat era Alice. Maud, numele anglo-saxon pentru Matilda, a fost ales în onoarea uneia dintre nașele sale, Prințesa Sophia Matilda de Gloucester, o nepoată a regelui George al III-lea. Mary a fost ales deoarece Alice s-a născut în aceeași zi cu mătușa ei, Prințesa Mary, Ducesă de Gloucester.
Educația lui Alicei a fost supravegheată de tatăl ei. La Osborne (reședința de vacanță a familiei), Alice și frații ei învățau abilități practice, cum ar fi menajul, gătitul, grădinăritul și tâmplăria. Victoria și Albert favorizau o monarhie bazată pe valorile familiei, iar copiii lor purtau haine de clasă de mijloc și dormeau în camere slab mobilate și încălzite. Alice era fascinată de lumea din afara Casei Regale; la Balmoral îi plăcea să viziteze localnicii care trăiau și munceau pe moșie. În 1854, în timpul războiului Crimeei, la unsprezece ani, Alice a vizitat împreună cu mama ei și cu sora ei mai mare spitalele din Londra pentru militarii răniți. Ea a fost cea mai sensibilă emoțional dintre toți frații ei.
În copilărie, Alice era foarte apropiată de fratele ei, Prințul de Wales, și de sora cea mare, Victoria, Prințesă Regală.
La 16 martie 1861, a murit bunica ei, Victoria, Ducesă de Kent, mama reginei Victoria. Alice a petrecut mult timp cu bunica sa, adesea cântând la pian pentru ea și îngrijind-o în stadiul final al bolii. După moartea mamei sale, regina era foarte mâhnită și s-a bazat foarte mult pe Alice, căreia Albert îi dădea instrucțiuni: „Du-te și fă-o pe mama ta să se simtă bine”  Regina i-a scris unchiului ei, regele Leopold al Belgiei: „draga de Alice a fost plină de tandrețe, afecțiune și suferință pentru mine”.
După numai câteva luni, la 14 decembrie 1861, a murit și tatăl ei, Prințul Albert. În timpul bolii lui, Alice a rămas lângă el. Tot ea i-a trimis și Prințului de Wales o telegramă fără știrea reginei, care refuza să-i spună despre boala tatălui lui deoarece îl considera vinovat pe el pentru acest lucru. Regina a fost răvășită de moartea soțului ei iar curtea a intrat într-o perioadă de doliu. Alice a devenit secretara neoficială a mamei ei pentru următoarele șase luni. Pe la ea treceau actele oficiale către și de la miniștri, regina fiind retrasă din viața publică. Alice a fost ajutată în această muncă de sora ei mai mică, Prințesa Louise.

## Căsătoria

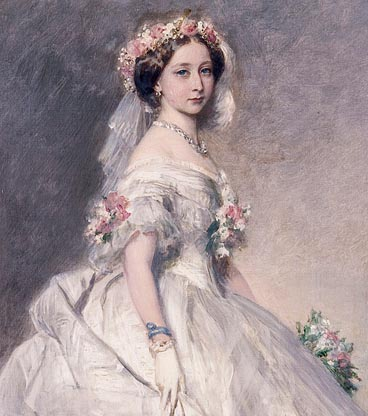
Prințesa Alice, 1859

Regina Victoria începuse să facă planuri matrimoniale pentru Alice încă din 1860. Regina și-a dorit ca toți copiii ei să se căsătorească din dragoste, însă pretendenții erau în continuare limitați la membrii caselor regale din Europa. Cu ajutorul fiicei sale mai mari, Victoria, care se căsătorise de curând cu viitorul împărat german Frederic al III-lea, regina a alcătuit o listă cu posibili pretendenți pentru Alice. În urma căutărilor au rezultat doar doi candidați: Wilhelm, Prinț de Orania și Prințul Albert al Prusiei, văr cu soțul Victoriei. Prințul de Orania a fost exclus deoarece era îndrăgostit de o arhiducesă catolică și nu se arăta deloc interesat de Alice, în ciuda presiunilor făcute de mama lui, Sofia de Württemberg. Nici Prințul Albert nu a fost considerat suficient de bun pentru Alice. Atunci Prințesa Victoria l-a sugerat pe Prințul Ludovic de Hesse, nepotul Marelui Duce Ludovic al III-lea de Hesse.
Prințesa Victoria mersese la curtea ducatului de Hesse pentru a vedea dacă sora lui Ludovic, Prințesa Anna, era o potențială mireasă pentru fratele ei, Albert Eduard, Prinț de Wales. Deși nu și-a făcut o părere favorabilă despre Prințesa Anna, a fost plăcut impresionată de Ludovic și de fratele acestuia, Prințul Henric. Amândoi au fost invitați la Castelul Windsor în 1860 și au impresionat-o și pe regina Victoria.
Alice s-a logodit cu Prințul Ludovic de Hesse la 30 aprilie 1861, în urma consimțământului reginei. Regina l-a convins pe primul ministru, Lordul Palmerston, să voteze o zestre pentru Alice de 30.000 £.

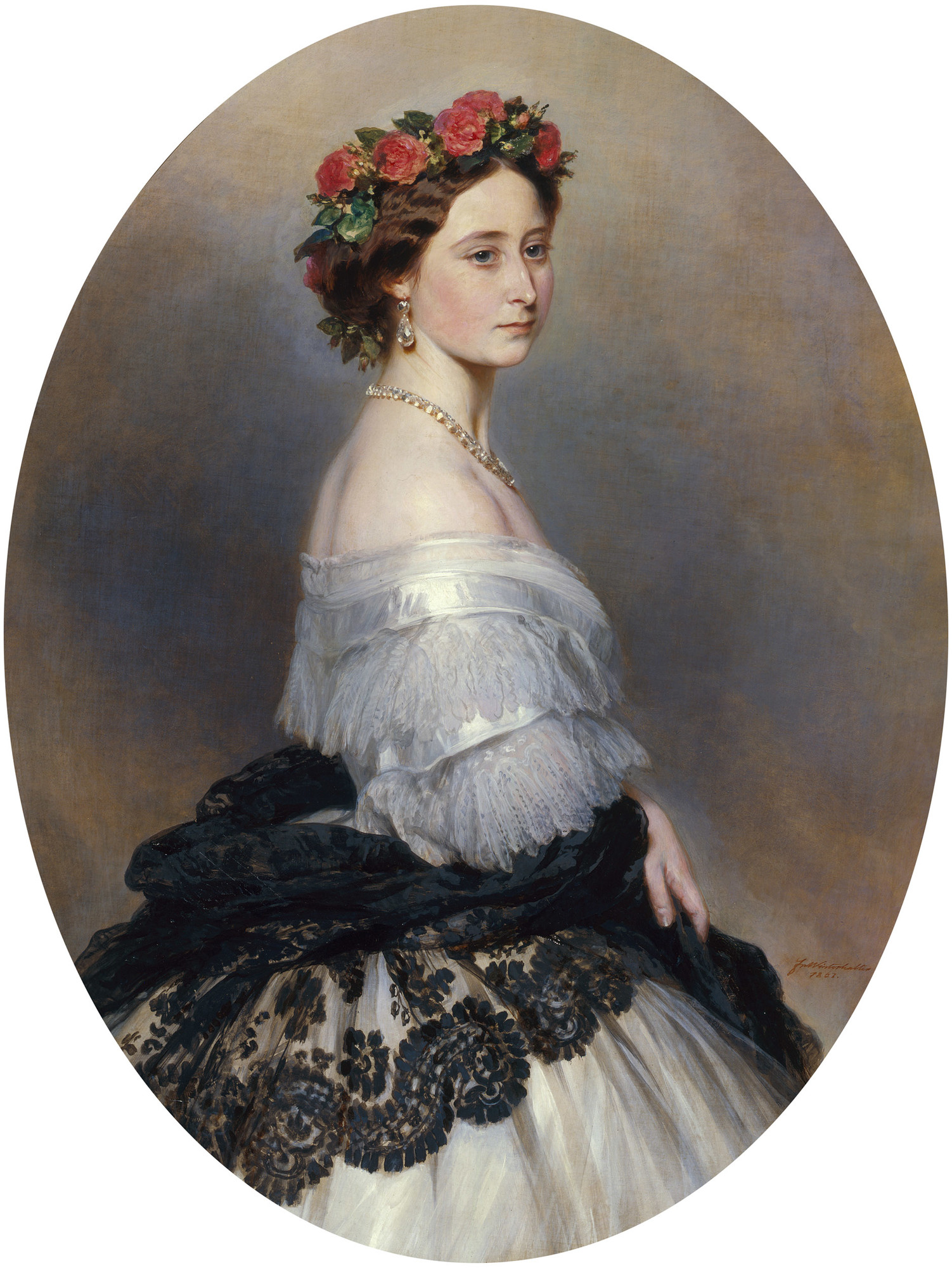
Alice în 1861.

Între logodnă și nuntă, a murit tatăl lui Alice la 14 decembrie 1861. În ciuda doliului, regina a poruncit ca pregătirile de nuntă să continue. La 1 iulie 1862, Prințesa Alice s-a căsătorit la Casa Osborne din Isle of Wight cu Prințul german Ludovic de Hesse și de Rin, fiul Prințului Karl de Hesse și de Rin și nepotul lui Ludovic al III-lea, Mare Duce de Hesse. Alice a fost condusă la altar de unchiul său, Ernest al II-lea, Duce de Saxa-Coburg și Gotha și a avut patru domnișoare de onoare: surorile ei mai mici, Prințesele Helena, Louise și Beatrice, și sora lui Ludovic, Prințesa Anna. Pentru ceremonie, Alice a purtat o rochie albă, cu un văl de dantelă Honiton, dar a fost obligată să poarte haine negre de doliu înainte și după ceremonie.
Alice și Ludovic și-au stabilit reședința la Darmstadt, în Hesse. Cuplul a avut șapte copii:
- Prințesa Victoria (1863–1950), s-a căsătorit cu Prințul Louis de Battenberg în 1884
- Prințesa Elisabeta (1864–1918), căreia familia îi spunea ‘Ella’, s-a căsătorit cu Marele Duce Serghei Alexandrovici al Rusiei în 1884 și a fost ucisă în timpul Revoluției bolșevice
- Prințesa Irene (1866–1953), s-a căsătorit cu vărul ei, Prințul Heinrich al Prusiei, în 1888
- Prințul Ernest Louis (1868–1937), ultimul Mare Duce de Hesse și de Rin.
- Prințul Friedrich (1870–1873), căruia familia îi spunea 'Frittie', a murit de hemofilie
- Prințesa Alix (1872–1918), s-a căsătorit cu Țarul Nicolae al II-lea al Rusiei și a fost ucisă împreună cu familia sa la Ekaterinburg în timpul Revoluției bolșevice
- Prințesa Marie (1874–1878), căreia familia îi spunea 'May', a murit de difterie

## Viața la Hesse

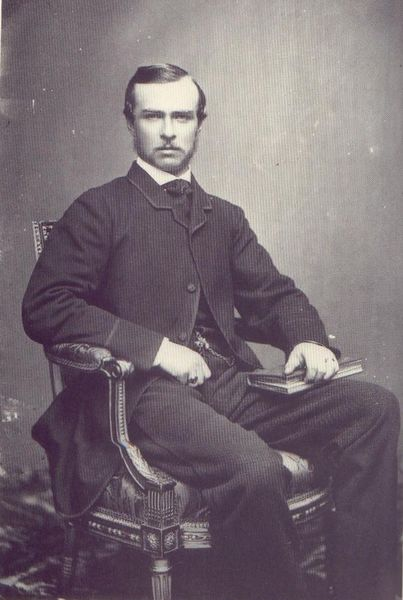
Louis de Hesse, 1860

Tinerii căsătoriți au primit o casă în Darmstadt cu vedere la stradă. Alice a petrecut aici mult timp pentru a se familiariza cu noile împrejurimi. În 1863, a mers în Anglia la nunta fratelui ei, Prințul de Wales, cu prințesa Alexandra a Danemarcei, și pentru a naște primul ei copil, Victoria Alberta Elizabeth Matilda Marie, la 5 aprilie, în prezența reginei Victoria. Preotul curții din Darmstadt a fost chemat în Anglia pentru botez.
După revenirea la Darmstadt în luna mai, Alice și Ludovic au primit o nouă reședință, Kranichstein, la nord-est de Darmstadt. Alice a născut-o acolo pe a doua sa fiică, Elisabeta, poreclită „Ella”, la 1 noiembrie 1864. Decizia lui Alice de a-și alăpta fiica a supărat-o pe mama ei, care era împotriva alăptatului. În plus, regina dându-și seama că Alice este fericită în familia ei și că prin urmare va vizita Anglia mai rar, relațiile dintre mamă și fiică au început să se tensioneze, o tensiune care avea să continue până la moartea lui Alice.
În 1866, în timpul războiului austro-prusac, Alice, însărcinată cu al treilea copil, și-a îndeplinit îndatoririle regale făcând bandaje pentru trupe și pentru spitale. Trupele prusace au intrat în Darmstadt, iar Alice și-a dedicat mare parte din timpul ei pentru îngrijirea răniților și a bolnavilor. A fost prietenă cu Florence Nightingale, care a strâns și i-a trimis fonduri din Anglia, și i-a dat sfaturi despre curățenia și ventilația din spitale.
Alice a fost șocată de comportamentul trupelor prusace în Hesse. Berlinul a luat marelui ducat calea ferată și sistemele de telegraf și a îndatorat Hesse cu 3 milioane de florini. Sora lui Alice, prințesa moștenitoare a Prusiei, a spus că ea nu poate să facă nimic „pentru a o scuti pe Alice de poziția dureroasă și stresantă”. Ajutorul a venit de la împăratul Rusiei, care i-a cerut regelui prusac să-i permită Marele Duce să-și păstreze tronul. Faptul că mama împăratului era mătușa Marelui Duce iar sora lui Alice era prințesa moștenitoare a Prusiei probabil că a influențat generozitatea Prusiei. Totuși, Alice a fost mânioasă de vizita pe care a făcut-o prințesa Victoria în regiunea cucerită Homburg, inițial parte din Hesse, la scurt timp după ce a devenit teritoriu prusac.

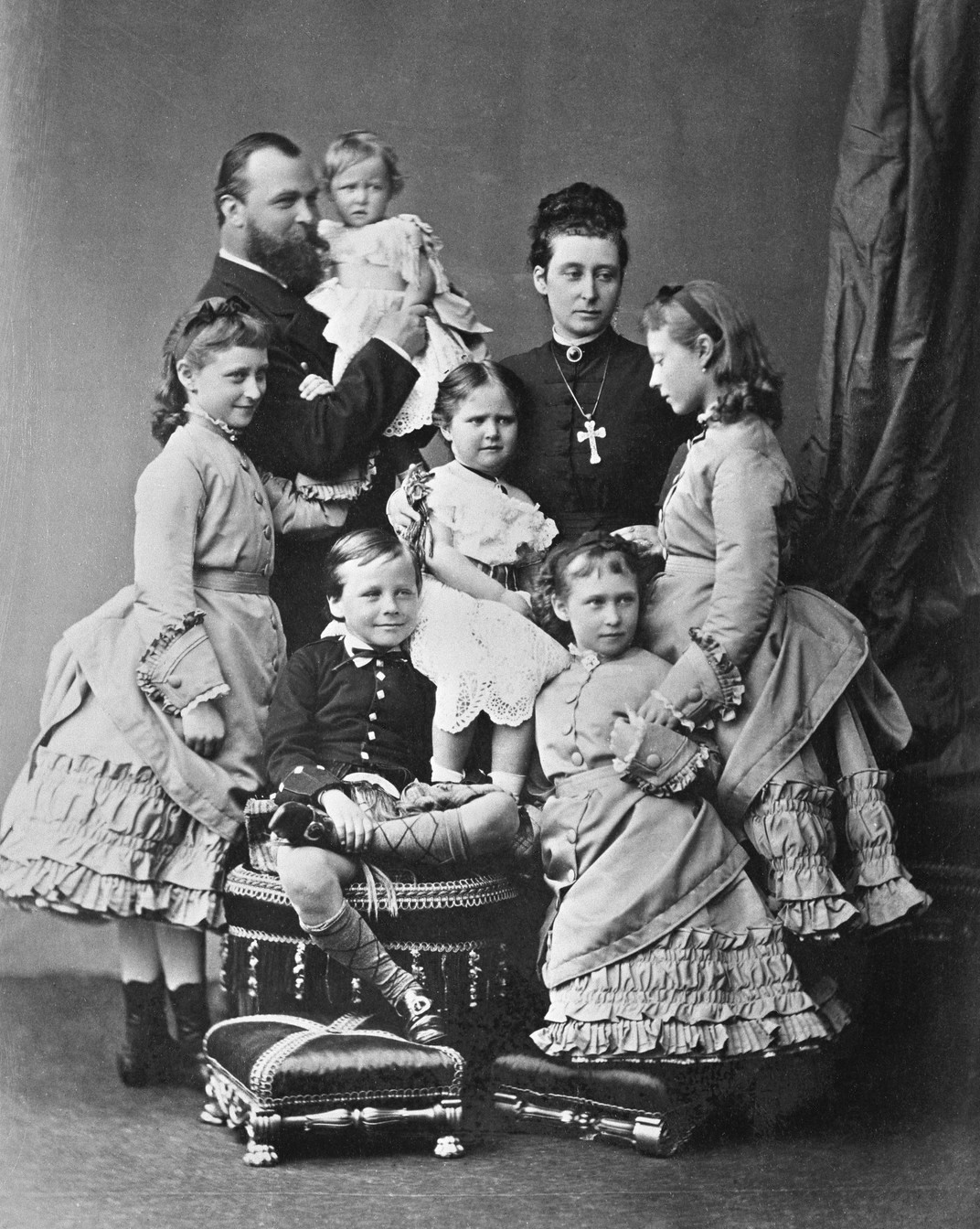
Alice și Louis împreună cu copiii lor: Maria în brațele Marelui Duce și, de la dtânga la dreapta, Ella, Ernie, Alix, Irene și Victoria.

Alice s-a împrietenit cu teologul David Friedrich Strauss, o figură controversată a vremii; acesta a realizat un portret științific al lui Isus cel istoric, căruia i-a negat natura divină. Alice se bucura de compania intelectuală a lui Strauss, pe care soțul ei nu i-o putea oferi, iar acesta era invitat adesea la Palatul Nou pentru lecturi private. Alice l-a prezentat pe Strauss surorii sale Victoria și cumnatului ei Frederick, care l-au invitat la Berlin. Relația lui Alice cu Strauss a nemulțumit-o pe împărăteasa Augusta, care a etichetat-o pe Alice drept „complet atee”.
La sfârșitul anului 1871, Alice a călătorit la Balmoral pentru a-și vedea mama, însă aceasta se recupera după două boli grave, iar Alice a avut sentimentul că mama ei n-o voia acolo. Atunci Alice și Ludovic au stat la Prințul și Prințesa de Wales la Sandringham. Cu puțin timp înainte ca ei să plece de la Sandringham, Prințul de Wales s-a îmbolnăvit de febră tifoidă. Situația Prințului a fost critică, însă în cele din urmă și-a revenit.
Tragedia s-a abătut asupra lui Alice la 29 mai 1873, când fiul ei cel mic, Friedrich, zis „Frittie”, a murit după ce a căzut 6 metri de la fereastră. Copilul suferea de hemofilie și, deși și-a recăpătat cunoștința, hemoragia internă nu a putut fi oprită. Alice nu și-a revenit niciodată complet după moartea lui Frittie. Ea s-a apropiat mai mult de celălalt fiu al ei, Ernest, și de nou-născuta Maria. În 1875 și-a reluat totuși îndatoririle publice, inclusiv strângerea de fonduri și activitatea medicală și socială. Relația cu soțul ei a început să se deterioreze. La sfârșitul anului 1876, Alice a mers în Anglia la un tratament și a rămas la Balmoral pentru recuperare.

În ciuda problemelor maritale, Alice a rămas un puternic susținător al soțului ei, extrem de critică atunci când abilitățile sau talentele lui nu erau pe deplin recunoscute. La 20 martie 1877, a murit tatăl lui Ludovic, iar la 13 iunie în același an, a murit și unchiul său, Marele Duce Ludovic al III-lea, Ludovic și Alice devenind astfel Mare Duce și Ducesă de Hesse. Alice s-a folosit de noul ei rol pentru a reforma condițiile sociale din Darmstadt, dar responsabilitatea de Landesmutter (mama poporului) i se părea obositoare.

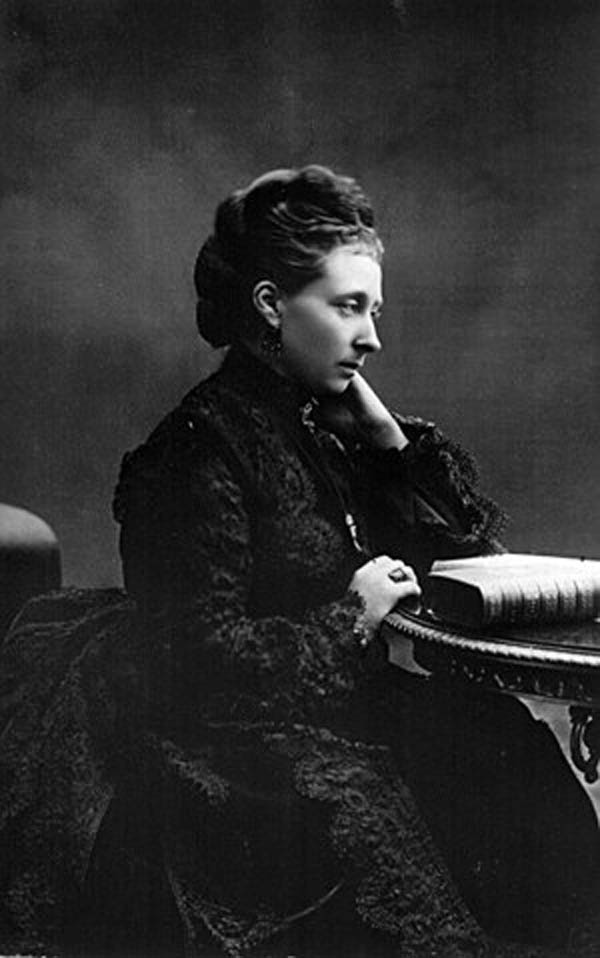
Alice în anii 1870.

Crăciunul anului 1877 i-a acordat puțin răgaz lui Alice: toată familia s-a adunat din nou împreună, iar ea și-a putut răsfăța fiica cea mică, Maria. Alice a fost prea epuizată pentru a participa la nunta nepoatei ei, Prințesa Charlotte a Prusiei, la Berlin în ianuarie 1878. Deși a încercat să se implice mai mult în arte și științe și să evite evenimentele de protocol, a continuat să simtă povara îndatoririlor sale. În toamna lui 1878, regina Victoria a invitat familia Marelui Ducat într-o vacanță la Eastbourne, unde au stat într-o casă de pe Grand Parade. Alice a participat la diverse evenimente regale în această călătorie și a vizitat-o pentru ultima oară pe mama ei la Osborne, înainte de a reveni la Palatul Nou de la Darmstadt spre sfârșitul anului.

## Boala și moartea
În noiembrie 1878, familia ducală s-a îmbolnăvit de difterie. Prima care s-a îmbolnăvit a fost fiica cea mare, Victoria, care s-a plâns că are gâtul înțepenit în seara zilei de 5 noiembrie. A doua zi dimineața a fost diagnosticată cu difterie, iar în curând boala s-a răspândit și printre ceilalți copii. A urmat apoi și soțul lui Alice. Prințesa Elisabeta a fost singura care nu s-a îmbolnăvit, deoarece fusese trimisă la palatul bunicii ei, Elisabeta a Prusiei.
Prințesa Maria s-a îmbolnăvit grav la 15 noiembrie și a murit a doua zi, iar Alice i-a scris mamei ei că „durerea este mai presus de cuvinte”. Timp de câteva săptămâni, Alice nu le-a spus celorlalți copii despre moartea Mariei, dar în cele din urmă i-a spus lui Ernest la începutul lui decembrie. Copilul, care fusese foarte atașat de sora lui, a fost copleșit de durere, iar Alice nu s-a putut abține să nu îl ia în brațe, deși nu avea voie să intre în contact fizic cu bolnavii.
La început, boala nu s-a manifestat la Alice. S-a întâlnit cu sora ei Victoria care trecea prin Darmstadt în drum spre Anglia, și în aceeași zi i-a scris mamei ei pe un ton ceva mai vesel. Însă în seara de vineri spre sâmbătă 14 decembrie (ziua comemorării morții tatălui ei), a căzut brusc la pat, din cauza difteriei luate de la fiul ei. Ultimele ei cuvinte au fost „dragă tată”, iar peste noapte și-a pierdut cunoștința. Dimineața a murit. A fost înmormântată la 18 decembrie în mausoleul ducal de la Rosenhöhe, lângă Darmstadt, cu drapelul Union Jack pe coșciug. Joseph Boehm a ridicat acolo un monument special pentru Alice și Maria.
Ea a fost primul copil al reginei Victoria care a murit; mama ei i-a supraviețuit mai mult de 20 de ani, supraviețuind și altor doi copii ai ei: Leopold și Alfred.